# 池上幸豊
池上 幸豊（いけがみ ゆきとよ、1718年（享保3年）- 1798年3月31日（寛政10年2月15日））は、江戸時代中期の豪農。太郎左衛門（たろうざえもん）の通称で知られている。号は与楽。

## 経歴
藤原忠平の末裔を称し、日蓮に帰依して池上本門寺を創建したとされる池上氏の子孫（池上宗仲から数えて24代目）とされ、近世初頭、曽祖父にあたる幸広（ゆきひろ）の代に武蔵国橘樹郡大師河原村に移住して代々名主を務めたという。幸広から幸忠（ゆきただ）、幸定（ゆきさだ）と続き、1729年に幸定が亡くなると当時12歳であった嫡男の幸豊が名主を継ぐこととなった。
寛延3年（1750年）に江戸幕府に対して多摩川の砂州を埋め立てて新田開発を行い、宝暦11年（1761年）に完成して「池上新田」と称される。同年には氷砂糖の製法を改良して製造の権利を得た。翌年には幕府から新田見立役に任じられ、江戸周辺の新田開発可能地の調査を行った。また、大師河原塩田の経営や氷砂糖製造に必要な甘蔗の栽培、芒硝・絞油の製造、魚の養殖など様々な事業を起こして農村の振興に努めた。著書に『種芸拾穂集』がある他、和歌を嗜んだ。
大正13年（1924年）、従五位を追贈された。